# Saint-Saturnin-de-Lenne
Saint-Saturnin-de-Lenne is een gemeente in het Franse departement Aveyron (regio Occitanie) en telt 365 inwoners (1999). De plaats maakt deel uit van het arrondissement Millau.

## Geografie
De oppervlakte van Saint-Saturnin-de-Lenne bedraagt 34,5 km², de bevolkingsdichtheid is 10,6 inwoners per km².

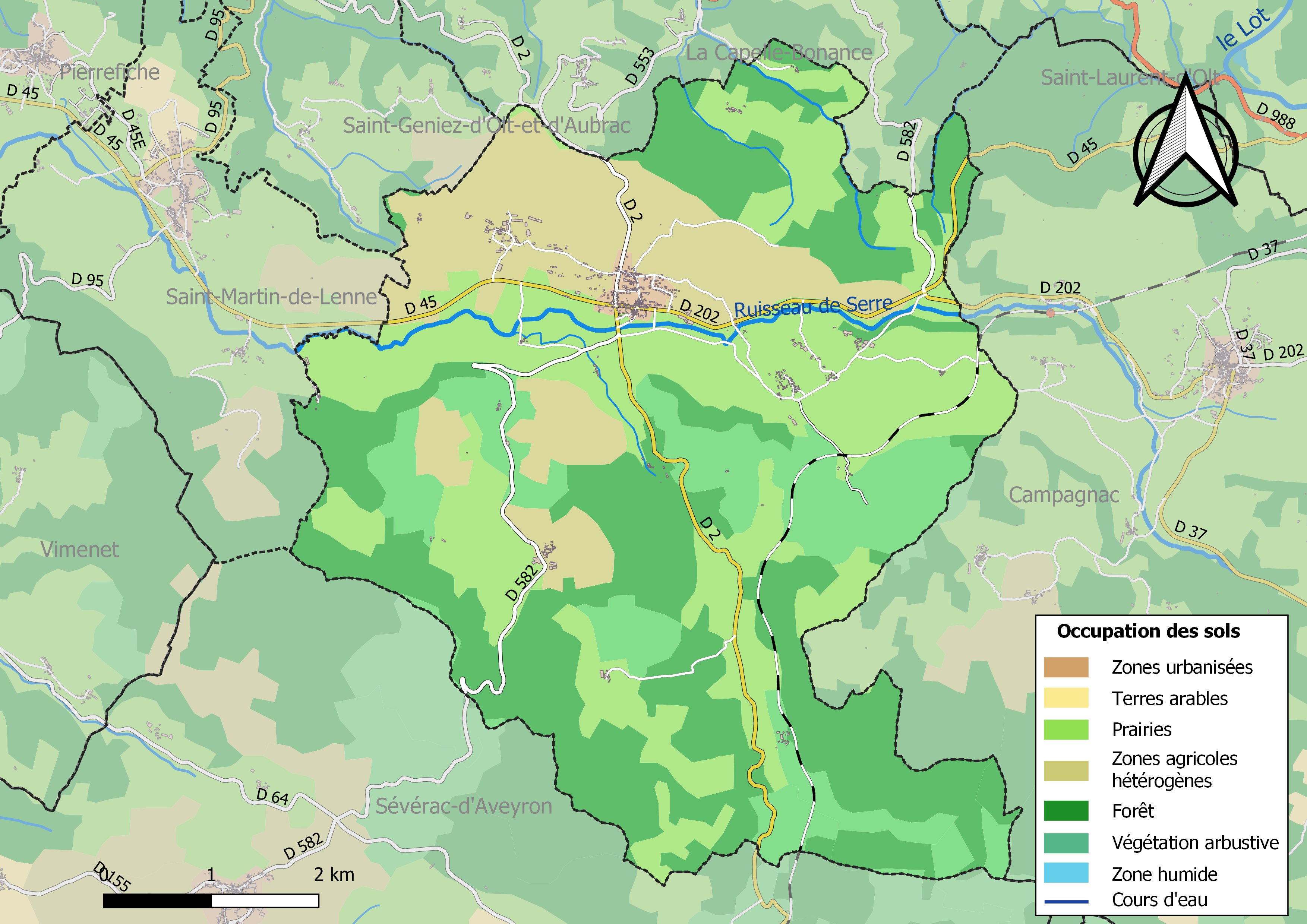
Kaart van de gemeente met de belangrijkste infrastructuur, bodemgebruik en omliggende gemeenten

## Demografie
Onderstaande figuur toont het verloop van het inwonertal (bron: INSEE-tellingen).

Vanwege een beveiligingsprobleem met de MediaWiki Graph-software is het momenteel niet mogelijk deze grafiek weer te geven. Zodra de software is bijgewerkt zal de grafiek vanzelf weer zichtbaar worden.